# أليف شغلار
أليف شغلار (بالتركية: Elif Çağlar-Muslu)‏ (ولدت 15 أبريل 1980 ، أسطنبول)، موسيقية تركية، مطربة، ملحنة، كاتبة أغانى، ومنتجة.

## حياتهاالموسيقية
في الفترة من 1998-2002 فقد درست اليف شغلار في قسم الموسيقي بجامعة العلوم بأسطنبول، وبجانب تعلمها على ايدى العديد من موسيقي الجاز ومعلميه مثل: على بيرت ، جان كوزلو ، أيدن أيسن ، راندى أيسن ، نوكهت روجان ، نشأت روجان ، أمير دميرير ، سيلين جولون ، فقد كانت طالبة في علم الموسيقي عند كل من بوتش موريس ، وريجكى فورد ، وتلقت تعليمها بمنظمة الجاز.
وبالأضافة إلى ذلك فقد درست تقنيات التأليف الموسيقى مع تيمور سلجوق في قسم الموسيقى التركية الكلاسيكية، وقد حصلت على جائزة موسيقي روكسي في مهرجان الجاز الدولى في دورته السابعة بأسطنبول، وصعدت على المسرح مع بغداد أفينو.
ومن أجل تلحين بغداد أفينو لمؤلفاتها الخاصة، وعقب صدور ألبوم (1-10)، فقد ذهبت أليف إلى نيويورك من اجل إمكانيتها في الاستمرار في العمل الموسيقي معه هناك.
وقد حصلت أليف على الماجستير في تخصص الجاز من مدرسة الموسيقى لأرون كوبلاند ، من كلية الملكات. وفي خلال هذه الفترة فقد حصلت على فرصة العمل مع المنشدة شيلا جوردون ، وايضا مطربى الجاز المشهورين مثل: مايكل موسمان ، أنطونيو هارت. وفي نفس الوقت فقد ظهرت على المسرح في مختلف الأندية في المدينة في نفس الفترة مثل (بار 55، نوبلو، ملاحظة سى، مصنع الحياكة، مقهى الروح.....). وقد تخرجت من المدرسة، وحصلت على الجائزة الثانية والسبعون من كليرى بينت مورنجيلو. وبعدها عادت إلى إسطنبول في أغسطس 2006.
وبالعمل مع نو دو سى فقد قامت بتقديم جميع أغانيها من ناحية الموسيقى، وكلمات الأغانى باللغة الأنجليزية، وبسبب هذا فقد تعرضت إلى الكثير من الانتقادات من المستمعين عقب صدور أول ألبوم لها. وقد كان أول ألبوم لها قد قامت بتصويره (حب كيركوس) وبعدها قامت بتصوير (التوقف عن الحركة) وذلك من خلال التعامل مع روليف ، وقد استخدمت الرسوم المتحركة في أحد الأفلام التي قامت بالتمثيل بها.

## المهرجانات
وقد انضمت أليف إلى بعض المهرجانات ومنها: مهرجان أسطنبول الدولى للجاز في انعقاد دورته السابعة، السابعة عشر، الثامنة عشر، والتاسعة عشر، مهرجان الجاز بالأنيا في دورته السادسة، مهرجان جامعة مدينة نيويورك باند، مهرجان الجاز بكابادوكيا في دورته الأولى، مهرجان بريشتينا، مهرجان أسبوع الجاز التركى بكوسوفو
مهرجان قرصانات ببوددروم في دورته الثالثة، مهرجان الجاز الدولى بأنطاليا في دورته الثانية، مهرجان الحب الأول لأافيس بلسين في دورته الحادية عشر، مهرجان الجاز بأك بانك في دورته الثانية والعشرون، مهرجان الجاز ببراتسيلفا في دورته الثامنة
والثلاثون، مهرجان سلوفكيا، مهرجان الجاز ببريشتينا في دورته الثامنة.

## أعمالهاالفنية

### -ألبوماتهاالفنية
| العام | الألبوم | الإنتاج          |
| ----- | ------- | ---------------- |
| 2010  | موسيقى  | (تسجيلات نو دوك) |

### الفيديو كليب
| العام | الألبوم | الأغنية   |
| ----- | ------- | --------- |
| 2012  | موسيقى  | حب كريكوس |

## وصلات خارجية
- أليف شغلار على موقع ميوزك برينز (الإنجليزية)
- أليف شغلار على موقع ديسكوغز (الإنجليزية)

* الموقع الإلكتروني الرسمي
* موقع البلوج الرسمي